# Дергачи (Саратовска област)
Дергачи (на руски: Дергачи) е селище от градски тип в Русия, административен център на Дергачьовски район, Саратовска област. Населението му към 1 януари 2018 година е 7851 души.